# مطبخ عربي

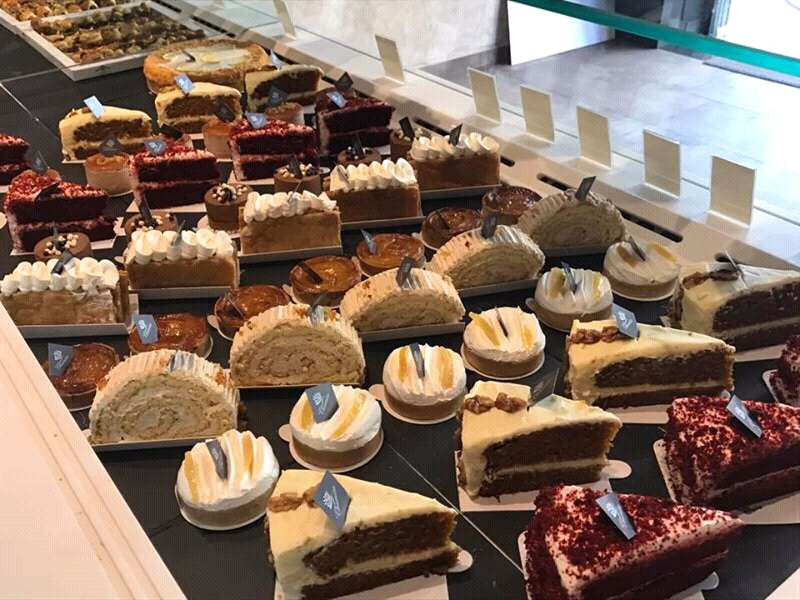
حلويات مغربية

المطبخ العربي هو أحد المطابخ التي تغطي الوطن العربي من شرقه إلى غربه، وقد أثر وتأثر المطبخ العربي بمطابخ بلاد الشام، وتركيا، والأمازيغ، والأقباط وغيرهم من الشعوب في تلك المناطق.

## التاريخ

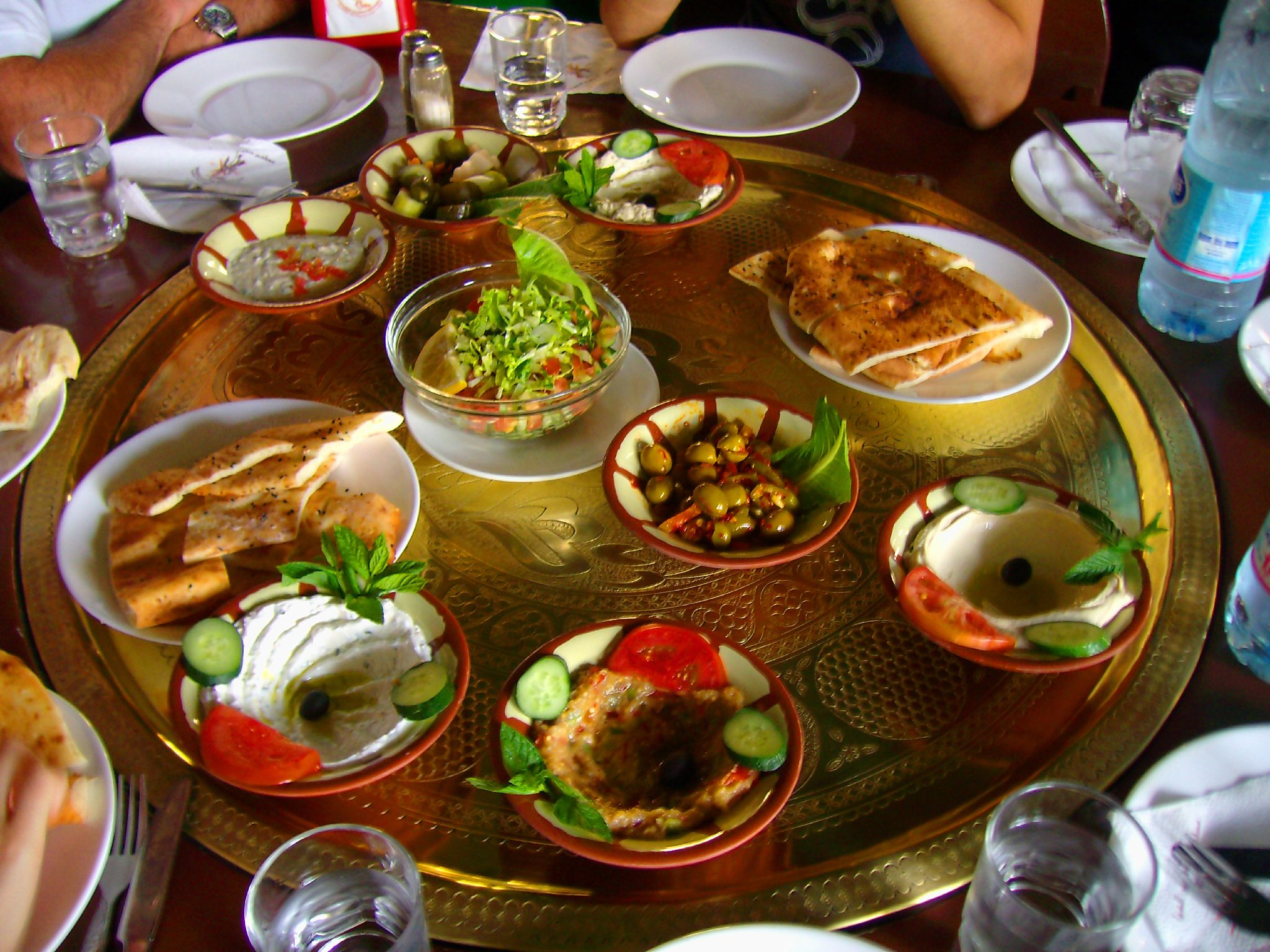
مائدة أردنية، البتراء

بالأصل، فإن العرب من شبه الجزيرة العربية كانوا سابقا يعتمدون اعتمادا كبيرا على نظام غذائي ممتاز يتكون من التمور والقمح والشعير والأرز واللحوم، مع التنويع فيها، بالإضافة إلى الاعتماد الكبير على منتجات الزبادي، مثل اللبنة (زبادي بدون دسم). مثلهم مثل أي شعب من الشعوب السامية من الجزيرة العربية الذين تجولوا في أنحاء العالم العربي فأدى ذلك إلى تخصيص ونشر للمذاق العربي، بينما قاموا بالتأثير على مكونات البلد الذي ذهبوا إليه.
وهناك تركيز قوي على البنود التالية في المطبخ العربي:
- اللحوم : الضأن والدجاج هي الأكثر استخداما، لحوم البقر والإبل وتستخدم أيضا بدرجة أقل، الدواجن تستخدم في بعض المناطق بدرجة أقل، وسكان المناطق الساحلية يستخدمون السمك بدرجة أعلى.

لحم الخنزير لا يؤكل في العموم من قبل العرب المسلمين لأنه محرم في الشريعة الإسلامية.
- منتجات الألبان : الألبان ومنتجاتها تستخدم على نطاق واسع، وفي الغالب الزبادي والجبنة البيضاء، ومع ذلك، الزبدة، والبيض والقشده وتستخدم أيضا على نطاق واسع. كما تستهلك الألبان مباشرة كشراب في دول الخليج وإيران وتركيا. يتميز اللبن الإيراني والتركي عن الخليج باضافة الملج إليه.
- الأعشاب والتوابل : النعناع والزعتر على نطاق واسع، واستخدامها اليوم شبه عالمي تقريبا؛ التوابل تستخدم بكمية أقل بكثير من المطبخ الهندي، لكن الكمية والنوع تتفاوت من منطقة إلى أخرى. بعض الأعشاب والتوابل تشمل السمسم والزعفران، والكركم، الثوم، الكمون، القرفة، والسماق.
- المشروبات : المشروبات الساخنة وتستخدم أكثر من الباردة، القهوة وتحتل المرتبة الأولى في القائمة، والبعض الآخر يفضل الشاي (وتحديدا شاي سريلانكا).
- الحبوب : الأرز ويستخدم في معظم الأطباق مع القمح فهو المصدر الرئيسي للخبز فضلا عن البرغل ودقيق السميد ويتم استخدامهم على نطاق واسع.
- البقول : العدس ويستخدم على نطاق واسع فضلا عن الفاصولياء والبازيلاء والحمص.
- الخضروات والفواكة : هذا المطبخ أيضا يفضل الخضار مثل الخيار والباذنجان والكوسه والبامية والبصل. أما بالنسبة للفاكهة (الحمضيات في المقام الأول) وكثيرا ما تستخدم كفاتح شهية قبل الأكل. الزيتون يعتبر جزء كبير من المطبخ العربي بالإضافة إلى التمر والتين والرمان.
- المكسرات : تتضمن في أكثر الاستعمالات الصنوبر واللوز والفستق الحلبي والبندق والجوز.
- النباتات الخضراء : البقدونس والنعناع تعتبر من التوابل للعديد من الأطباق، بينما السبانخ والملوخية يتم طبخها كطبق رئيسي مستقل.
- الصلصات : تشتمل الصلصة الأكثر شعبية على أنواع مختلفة من زيت الزيتون، عصير الليمون، البقدونس، الثوم، الطحينة، اللبنة، الزبادي، وفي أغلب الأحيان يتم إضافة النكهات له بالنعناع والبصل والثوم (حسب الذوق) ويقدم كصلصة مع مختلف الأطباق.

مع ملاحظة أن الكثير من البهارات المستخدمة في المطبخ العربي تستخدم أيضا في المطبخ الهندي، وذلك بسبب المعاملات التجارية سابقا بين الهند ودول الخليج العربية.

## مطابخ عربية
- مطبخ مغربي
- مطبخ تونسي
- مطبخ جزائري
- مطبخ مصري
- مطبخ حضرمي
- مطبخ سعودي
- مطبخ سوداني
- مطبخ سوري
- مطبخ عراقي
- مطبخ فلسطيني
- مطبخ لبناني
- مطبخ أردني
- مطبخ ليبي
- مطبخ يمني
- مطبخ كويتي
- مطبخ قطري

## معرض الصور

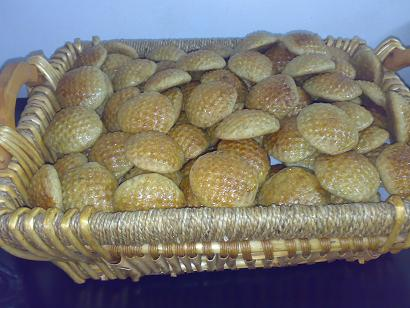
كليجا
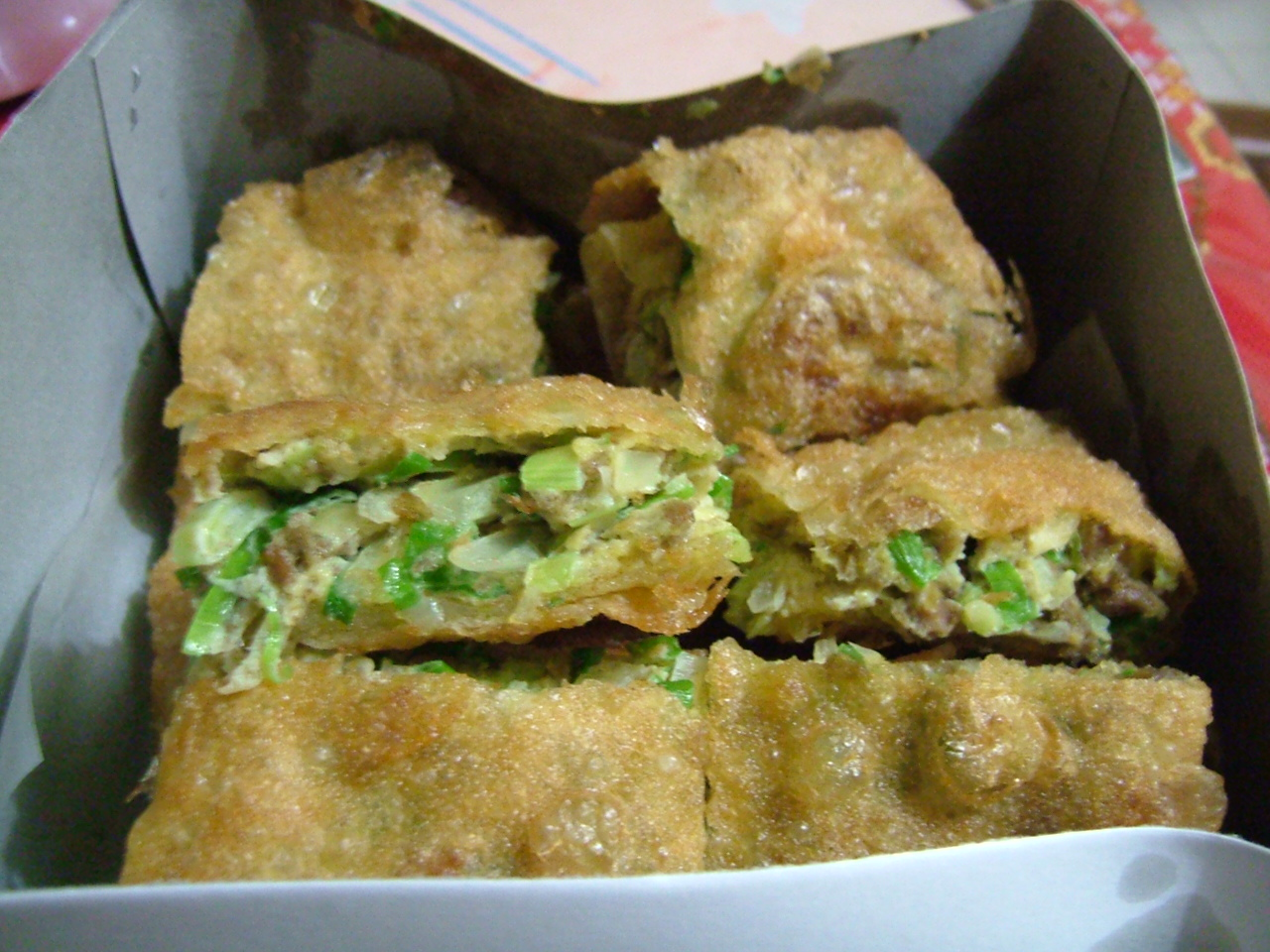
مطبق
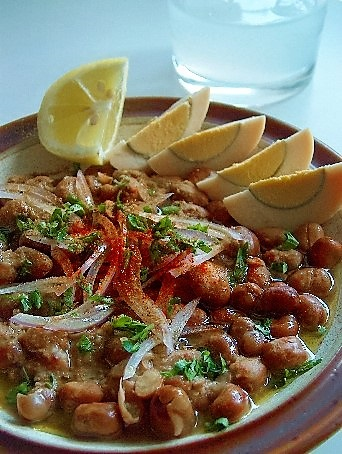
فول مدمس
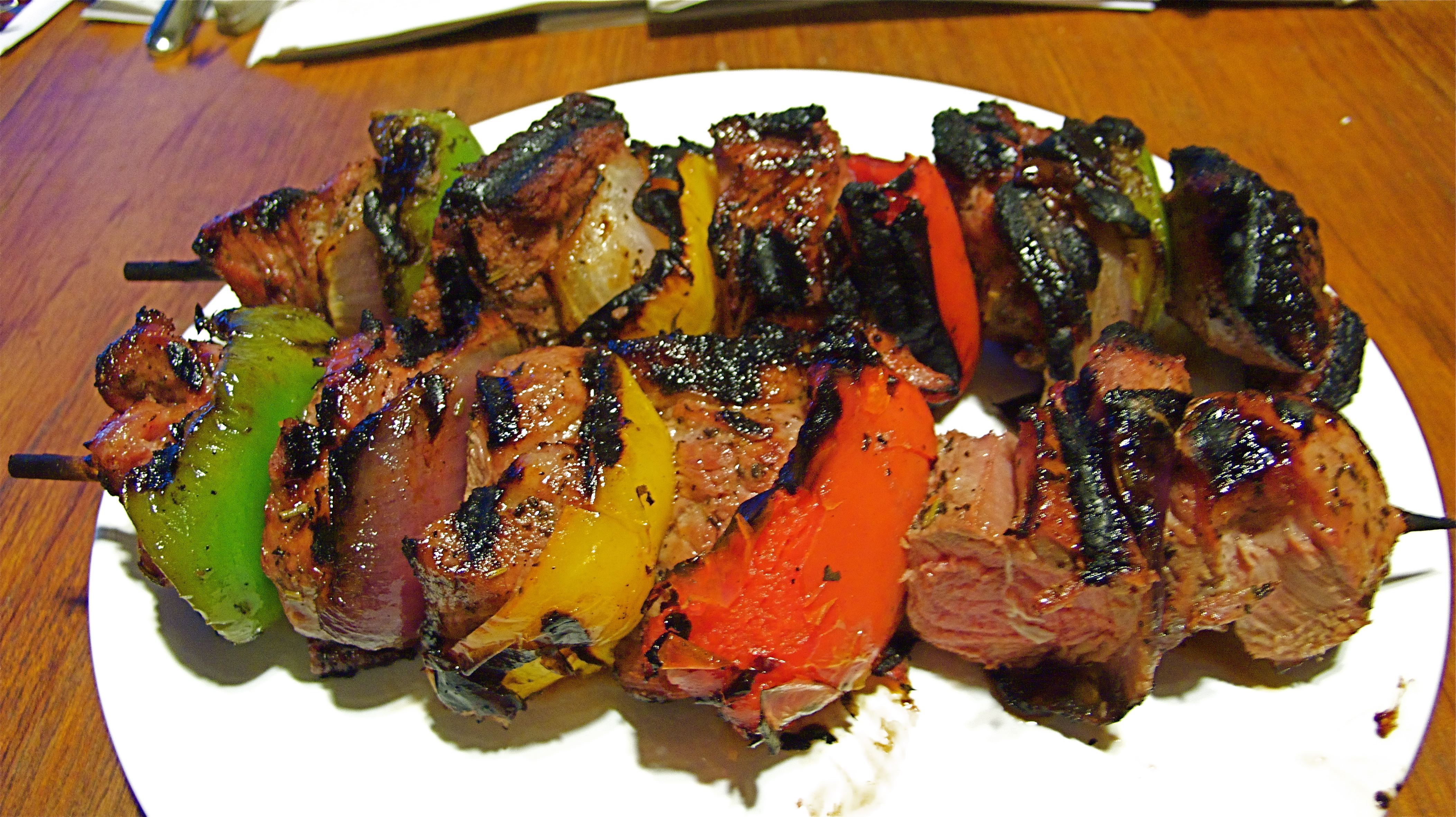
كباب
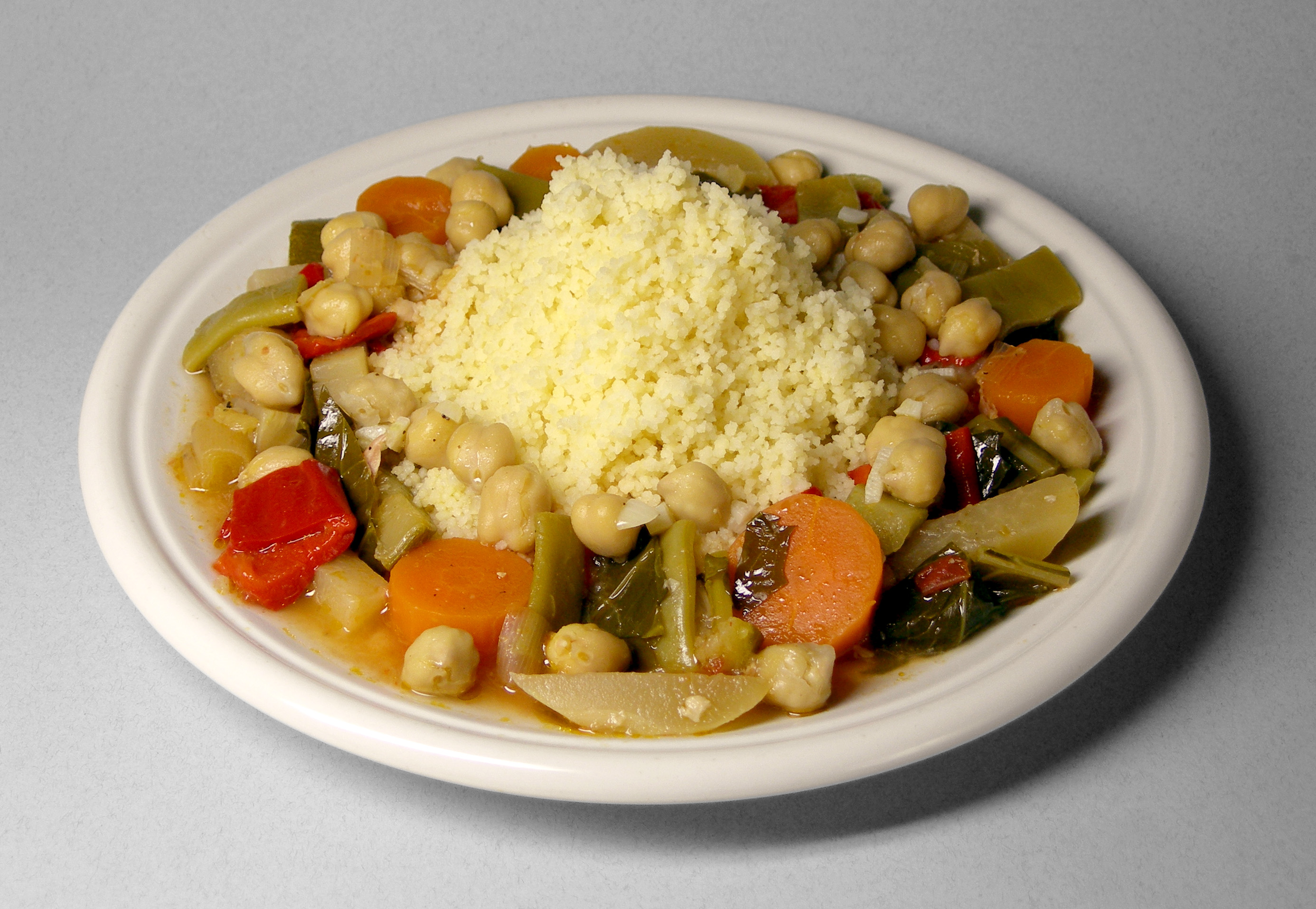
كُسْكُسِي
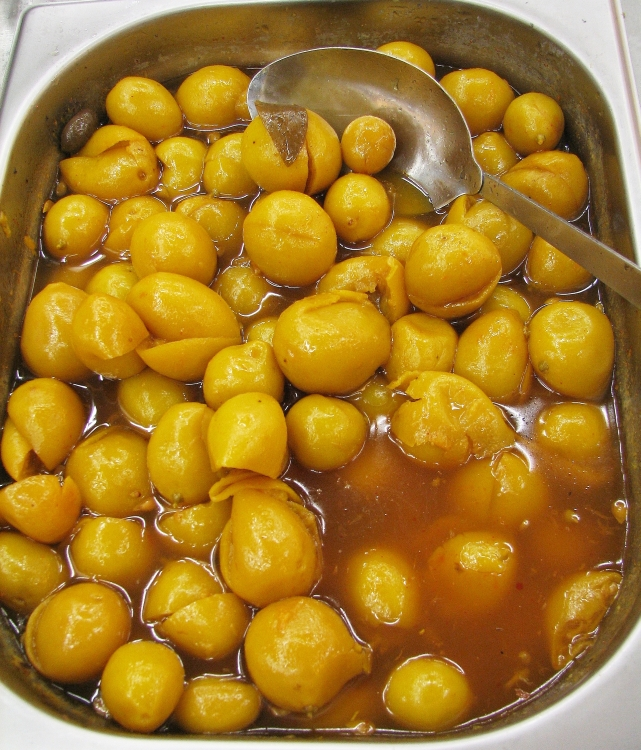
ليمون مخلل
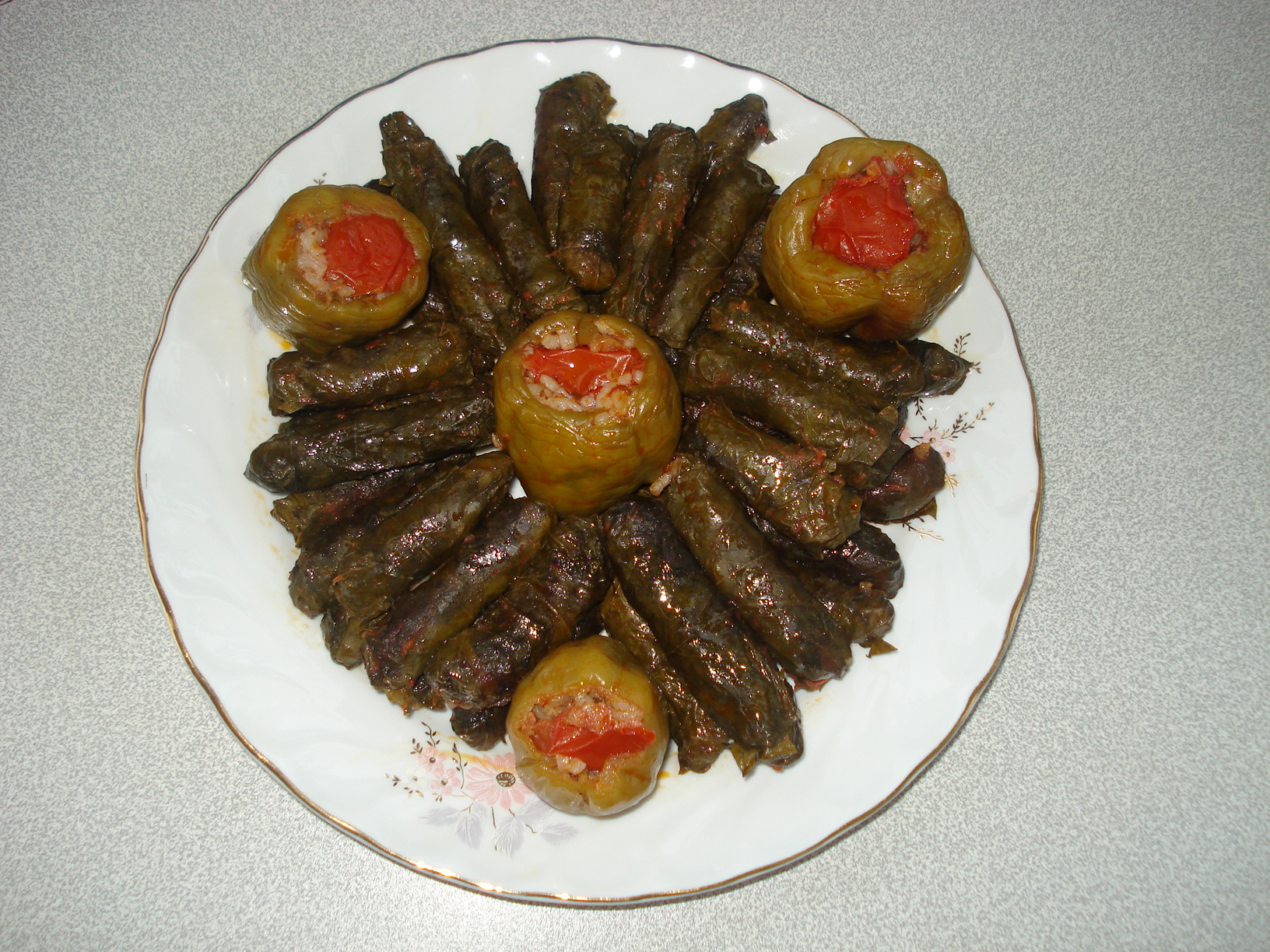
ضولمة - ورق عنب
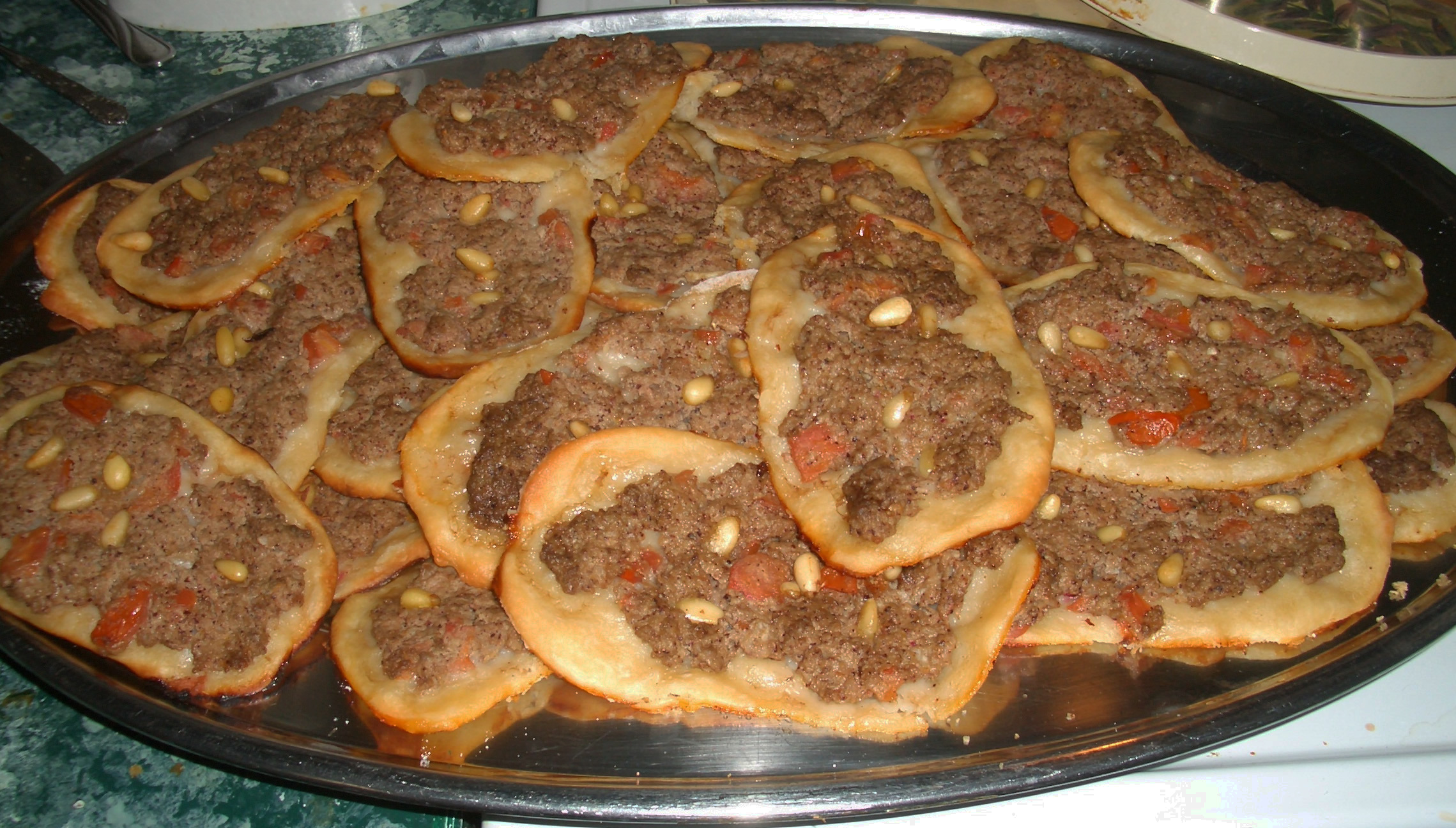
لحم بعجين
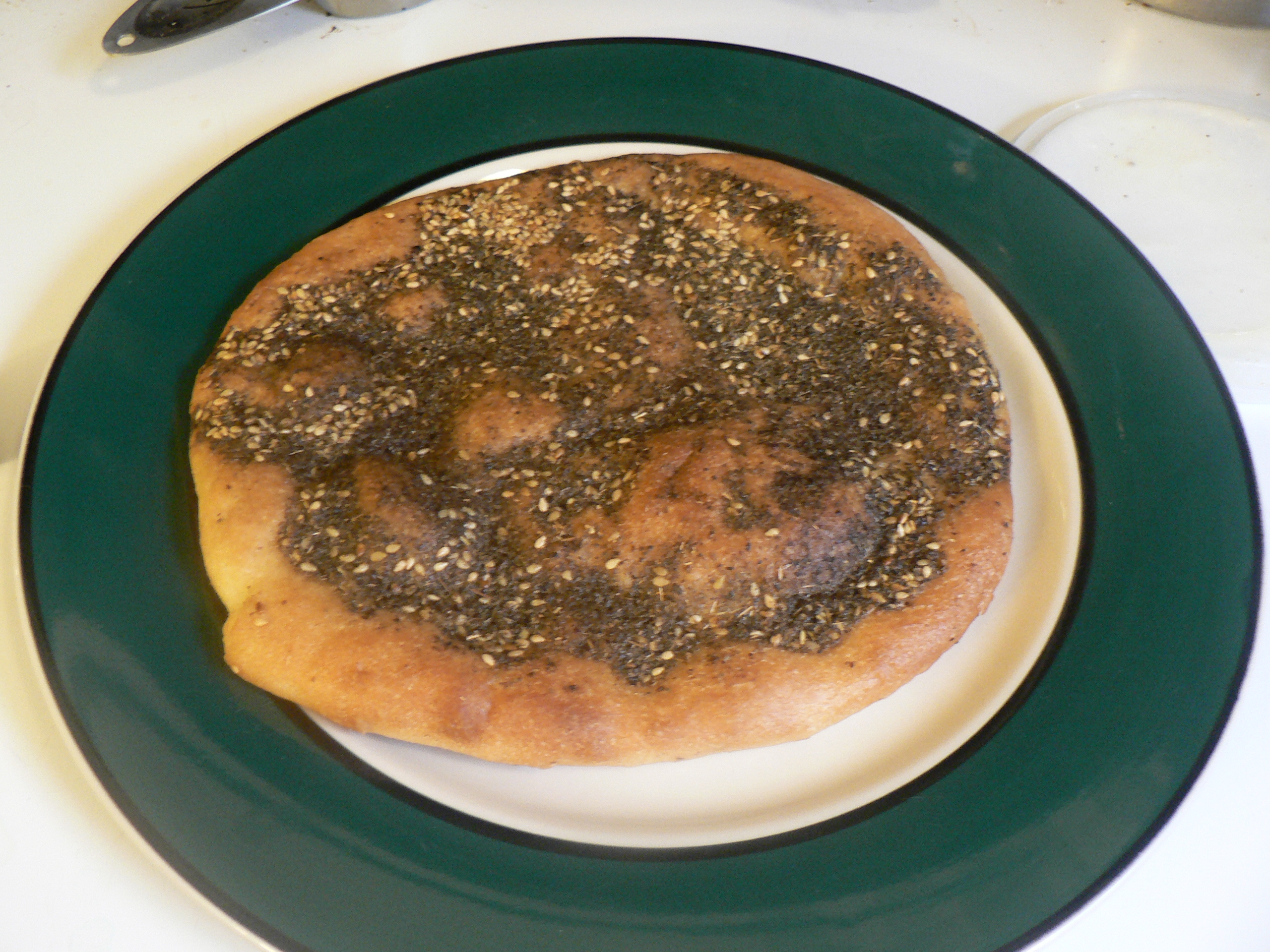
مناقيش
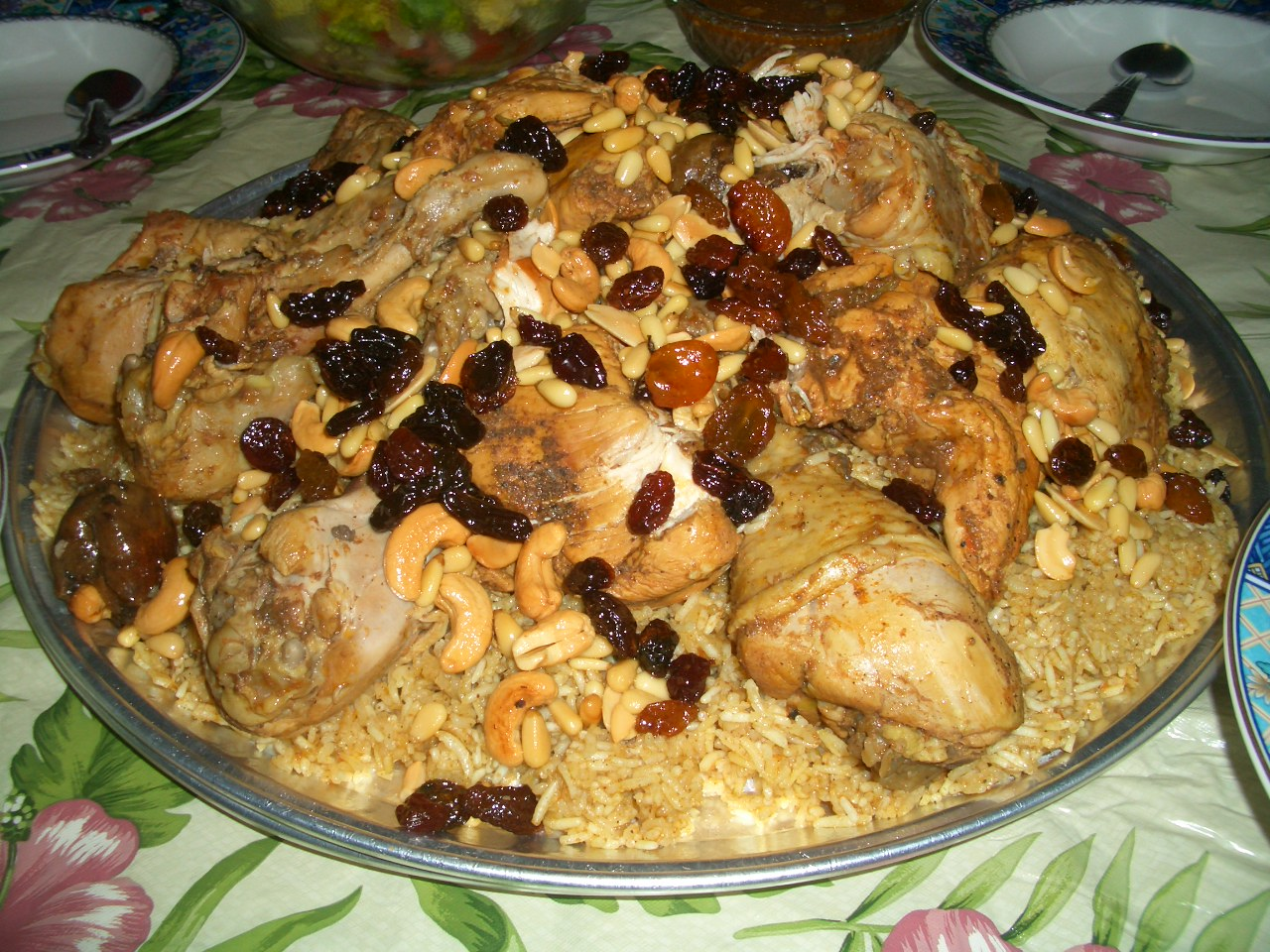
كبسة
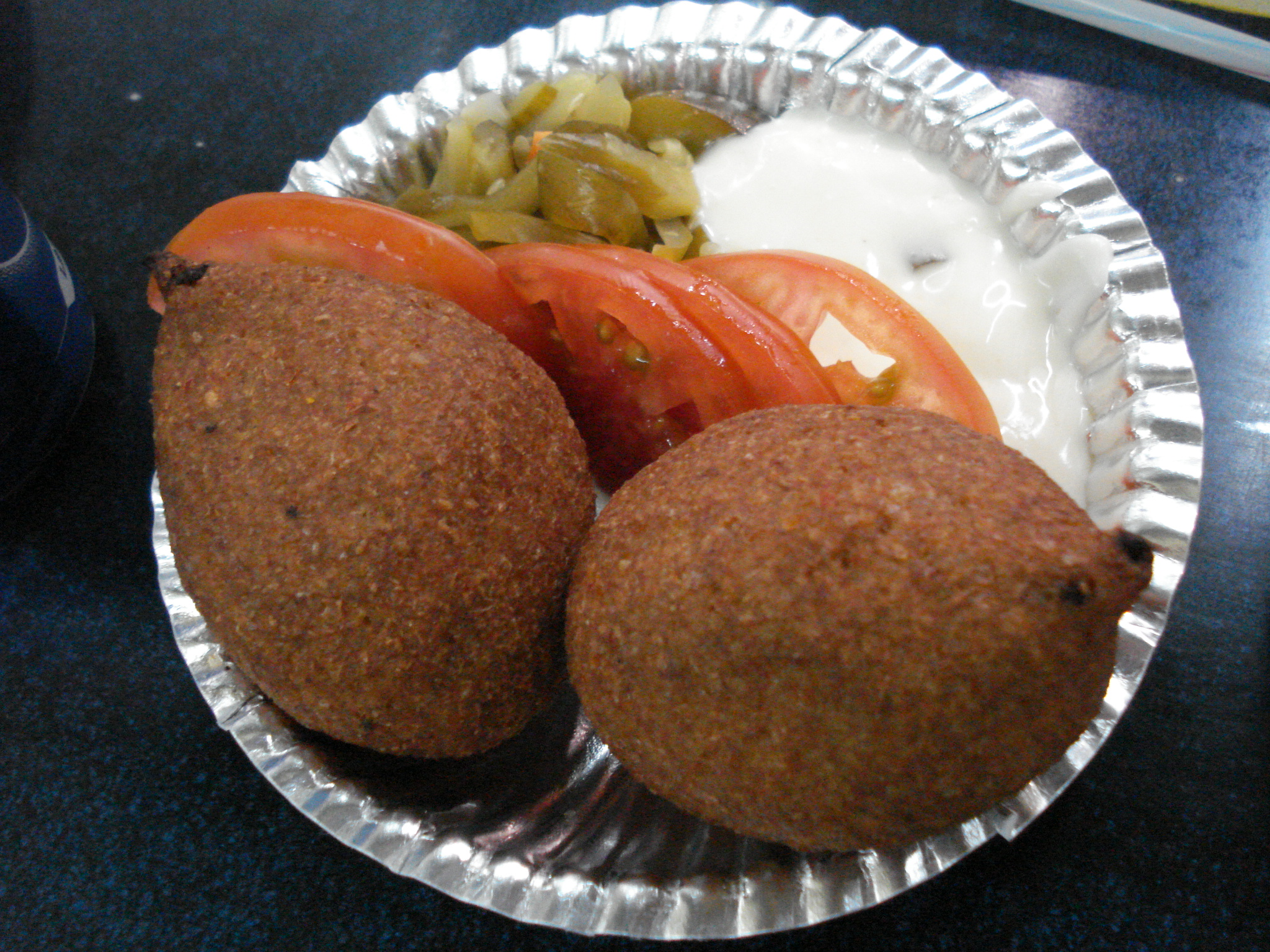
كبة-كبيبة
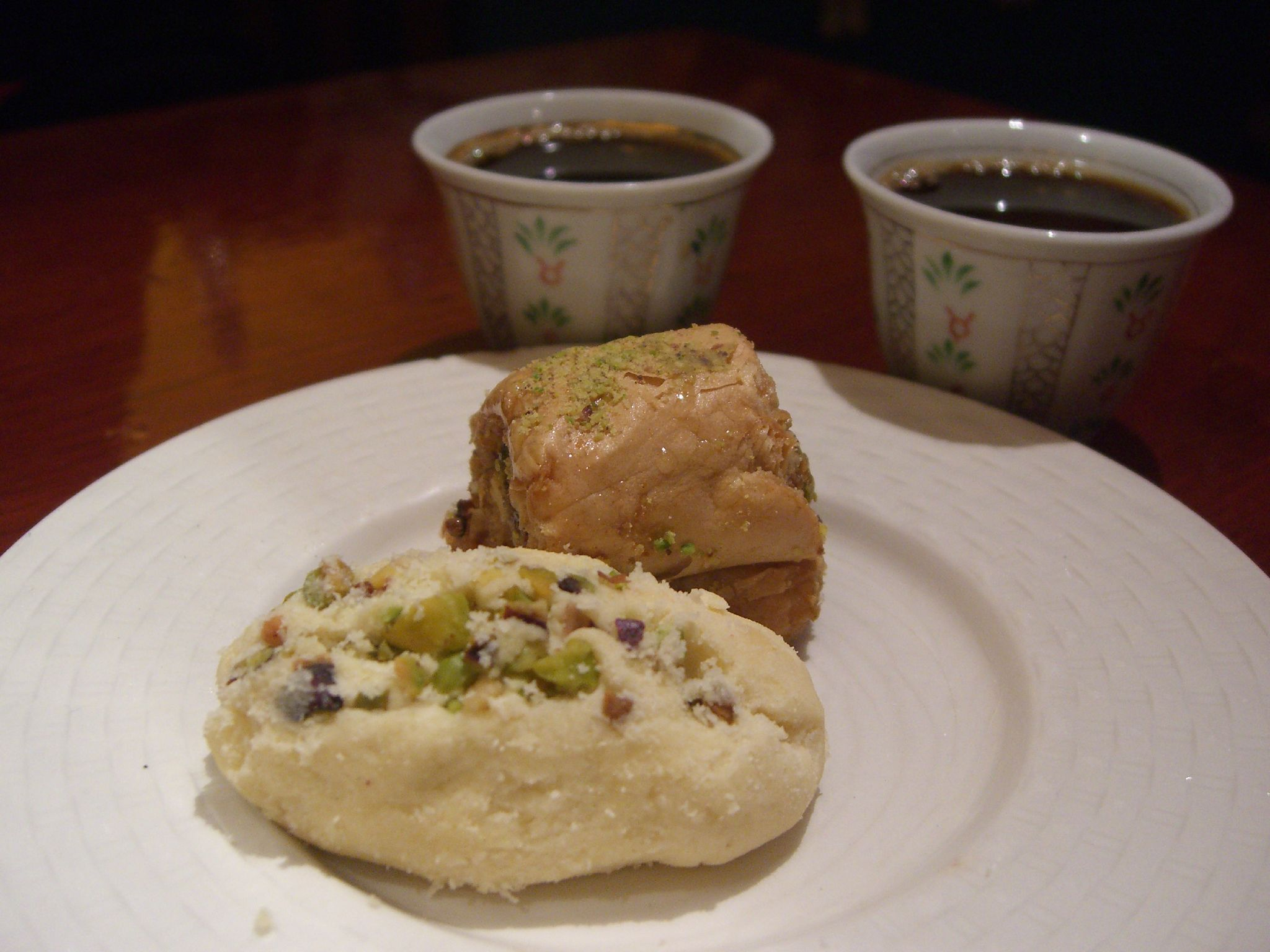
معمول
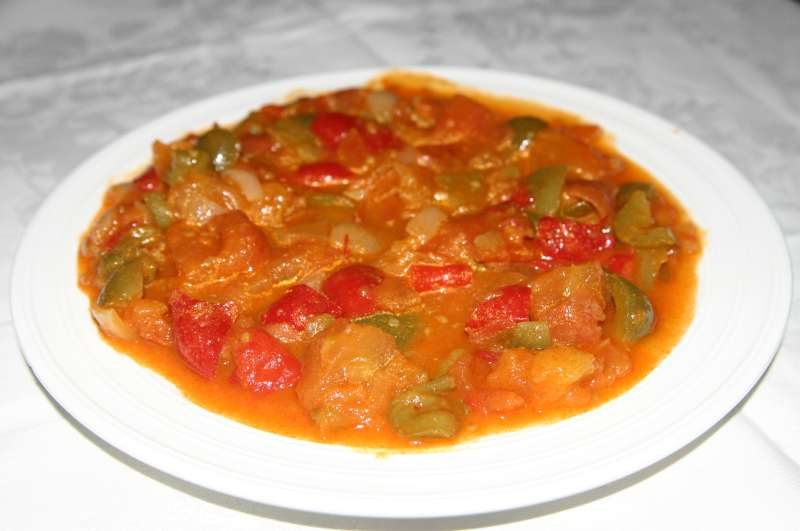
مطبوخة
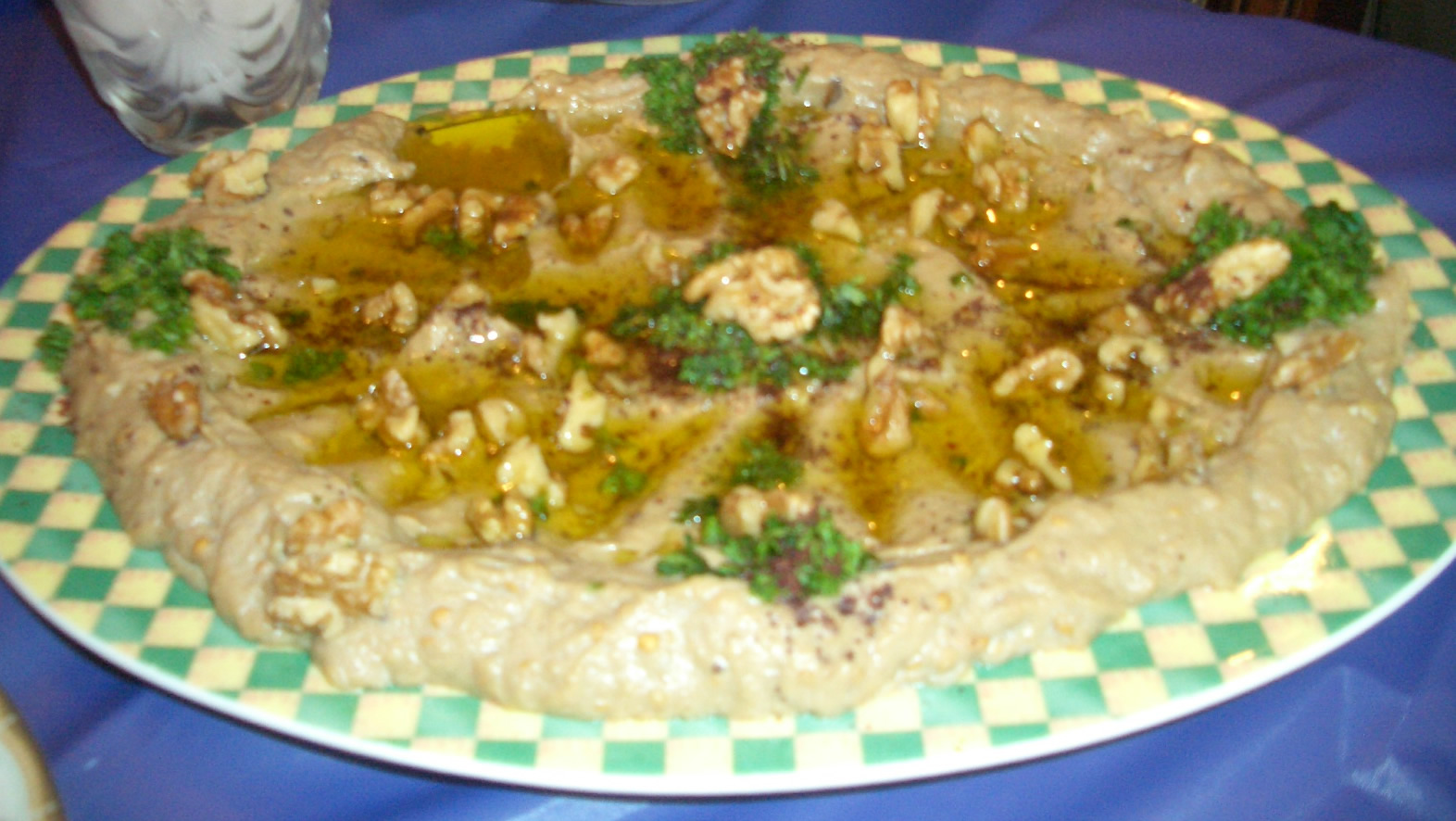
بابا غَنُّوج
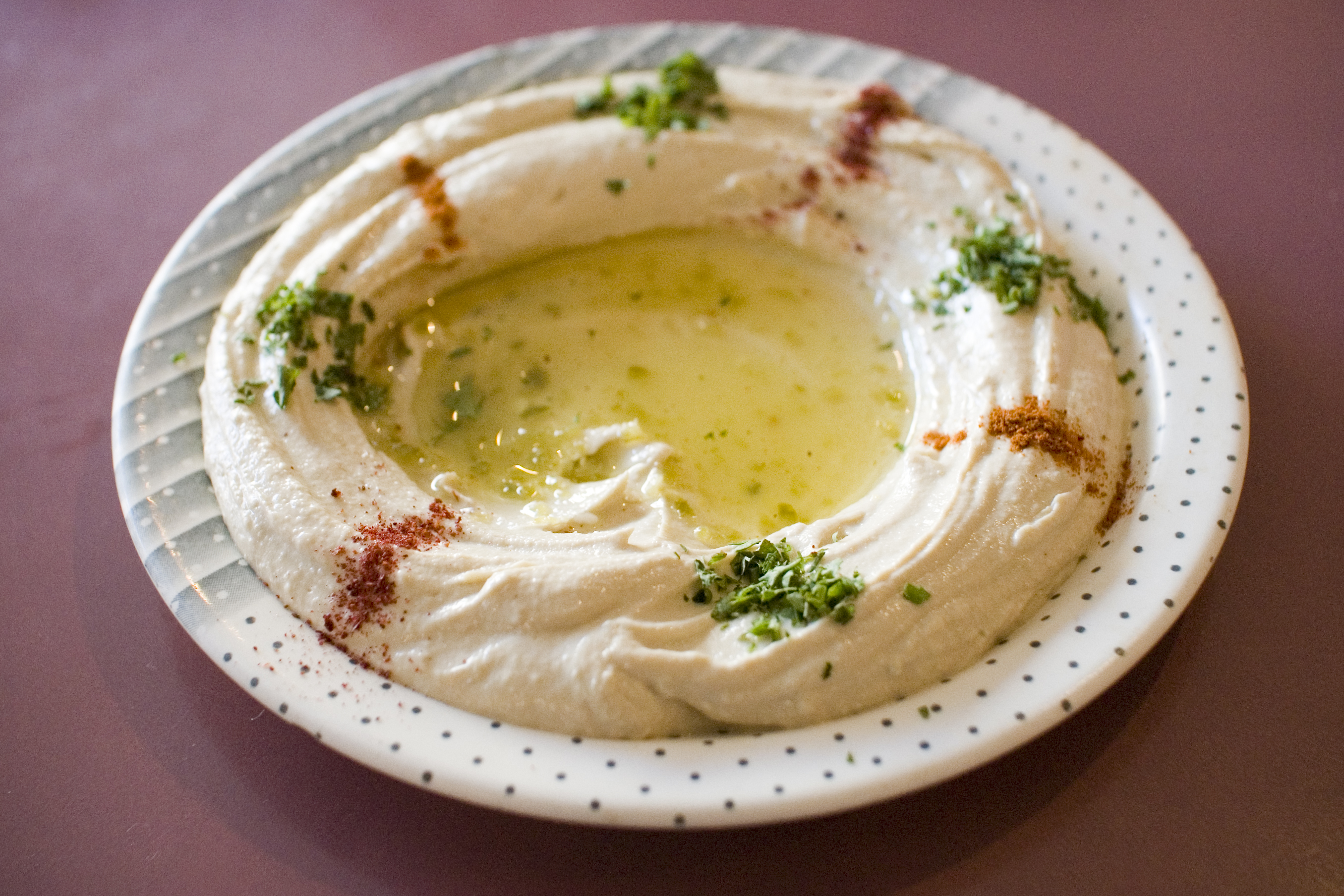
حمصية - حمص
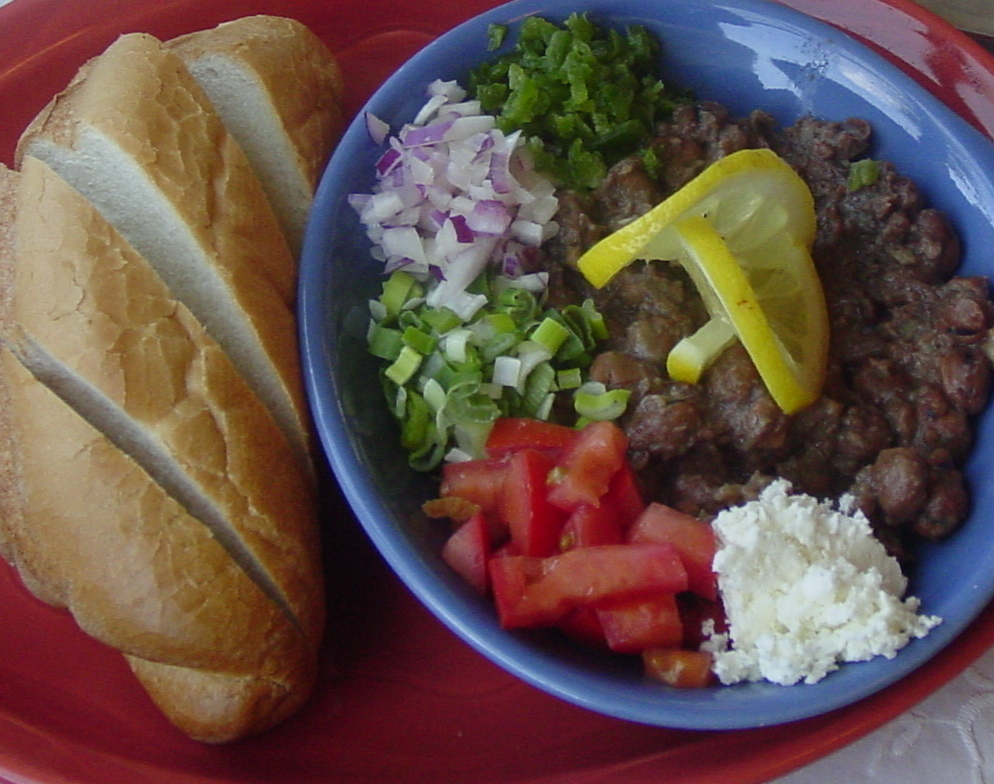
فول شاحن
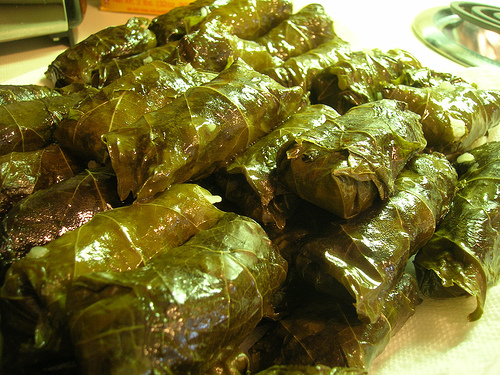
ورق عنب - ملفوف
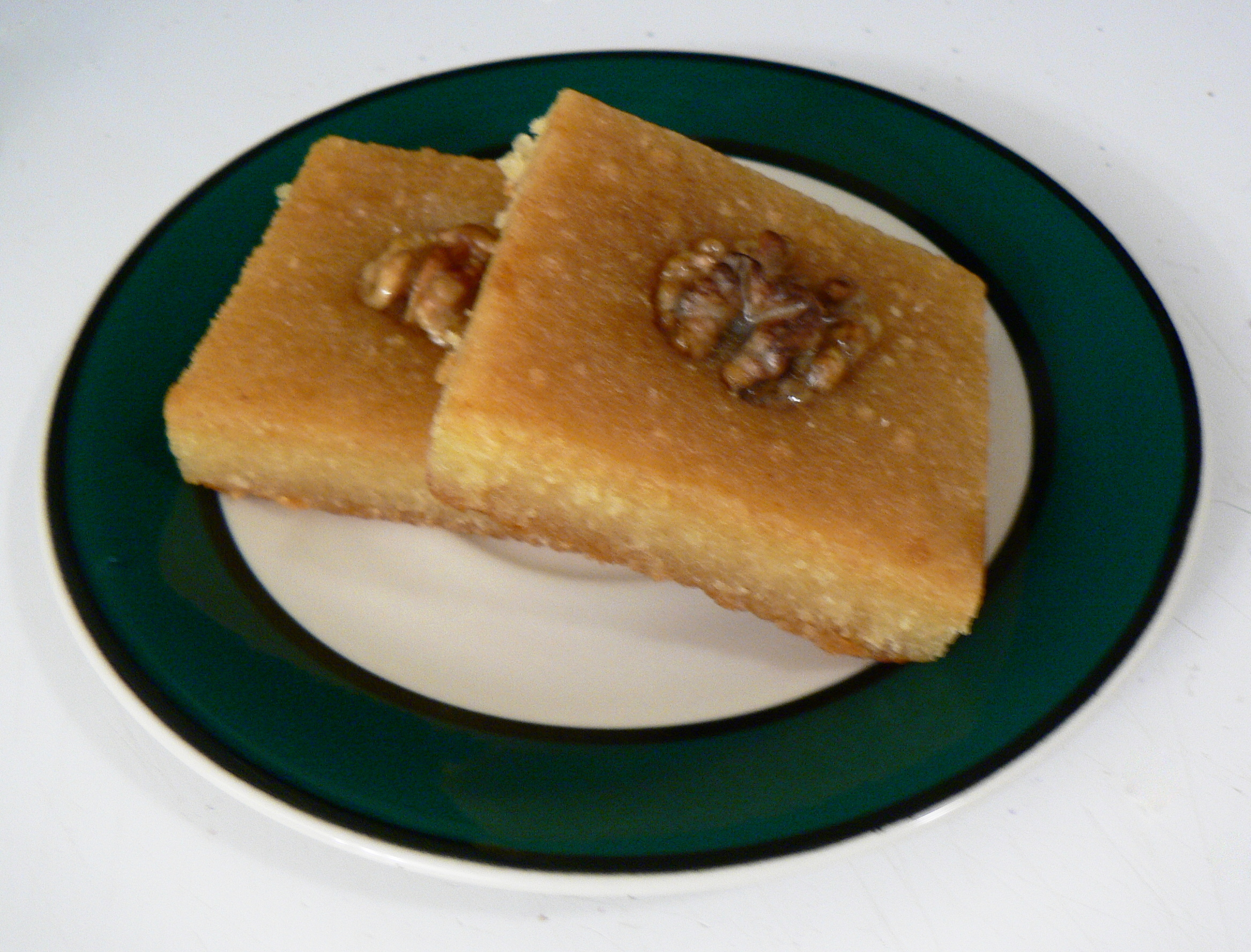
بسبوسة
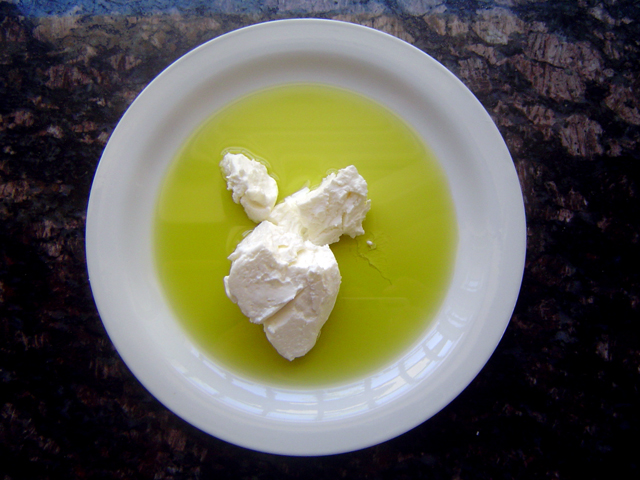
لبنة
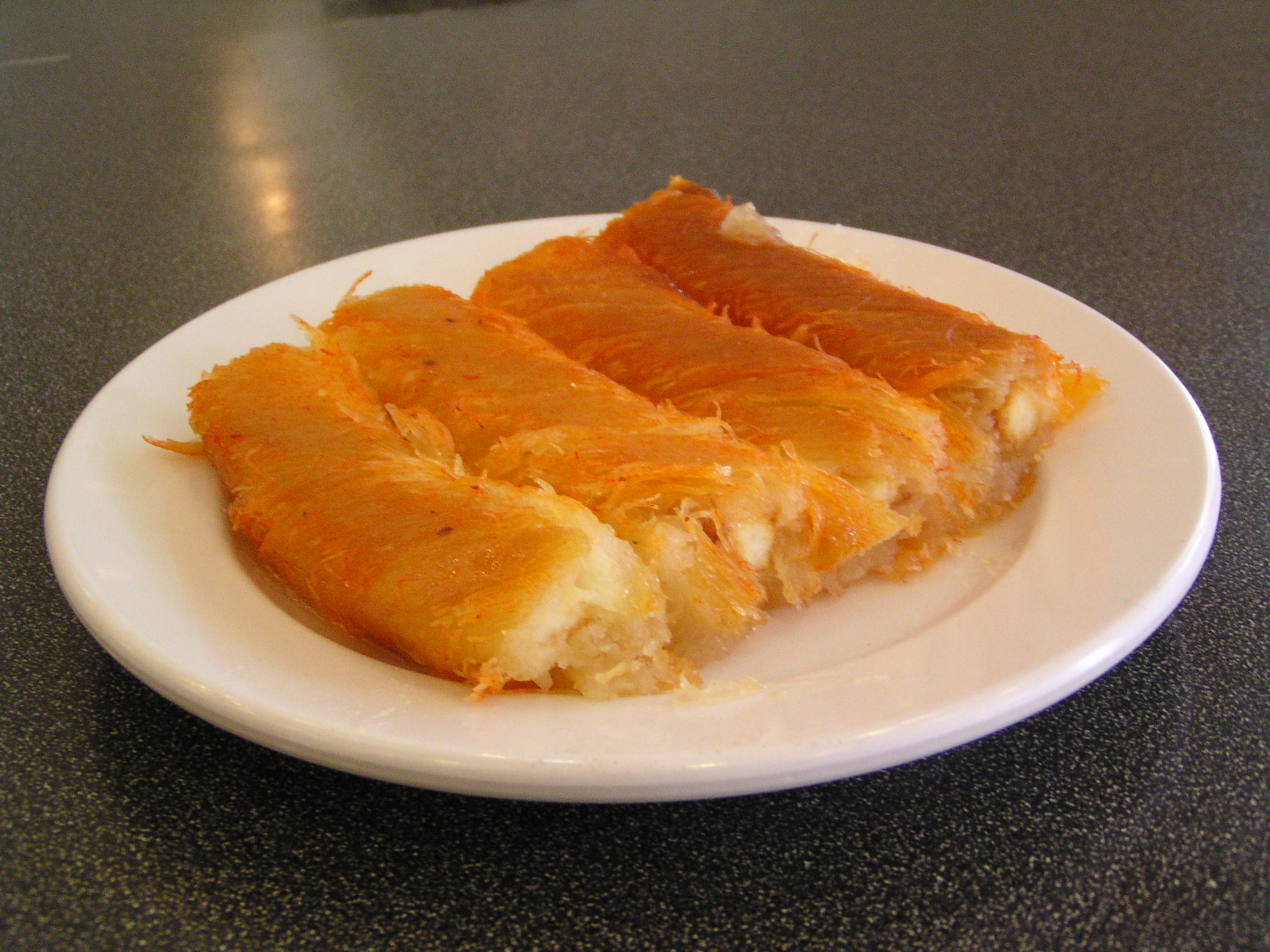
كنافة
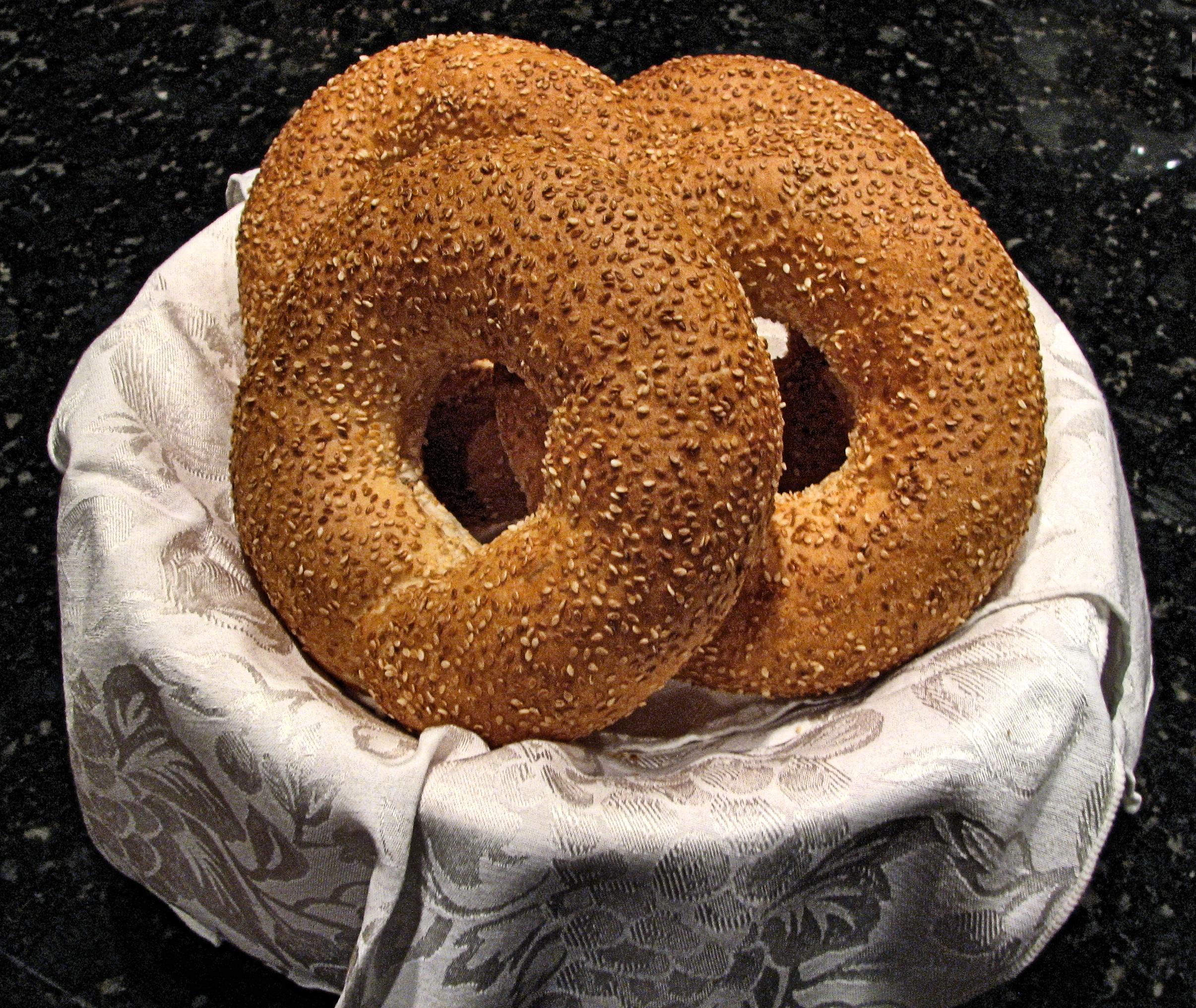
كعك - كحك
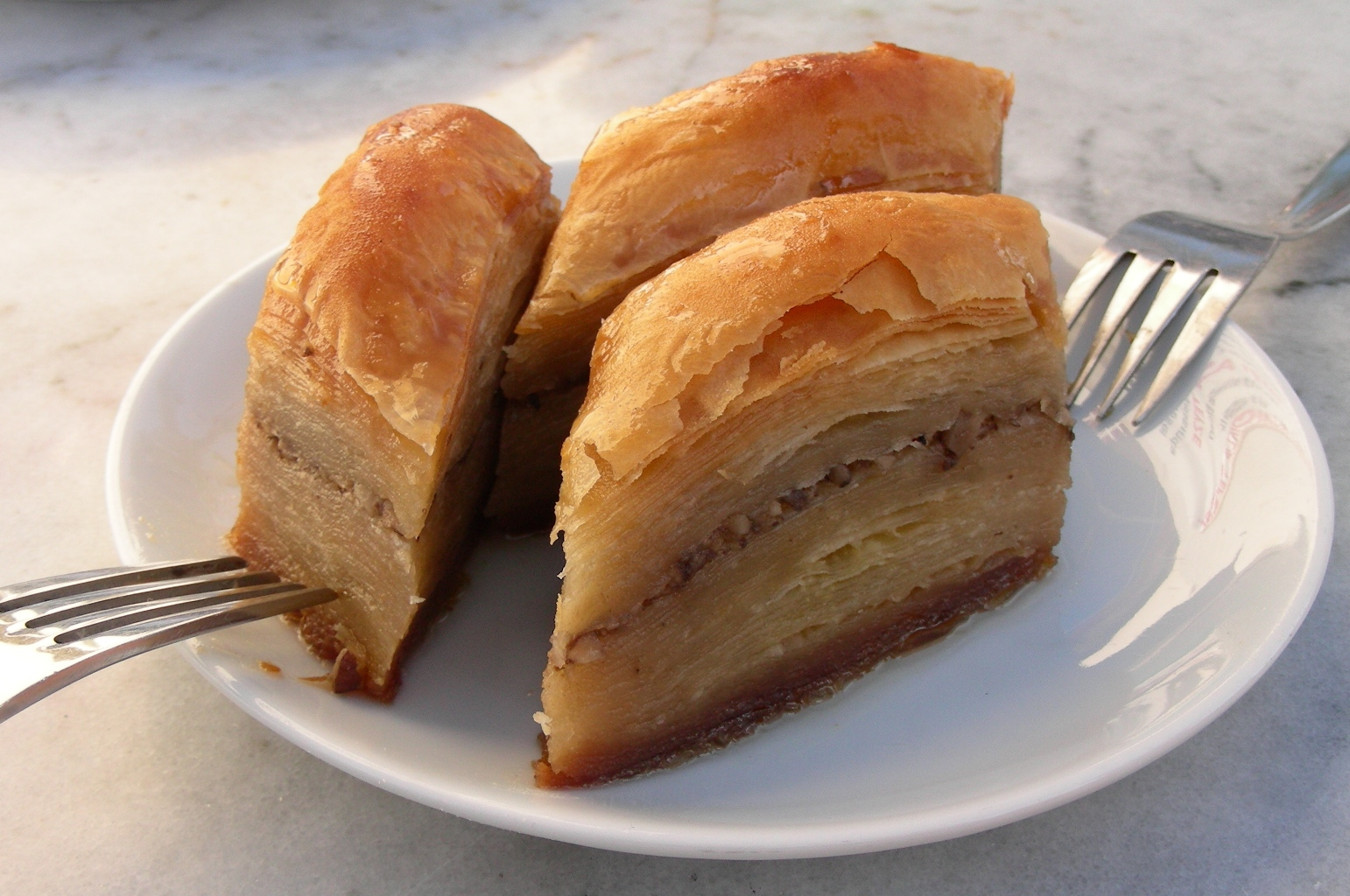
بقلاوة
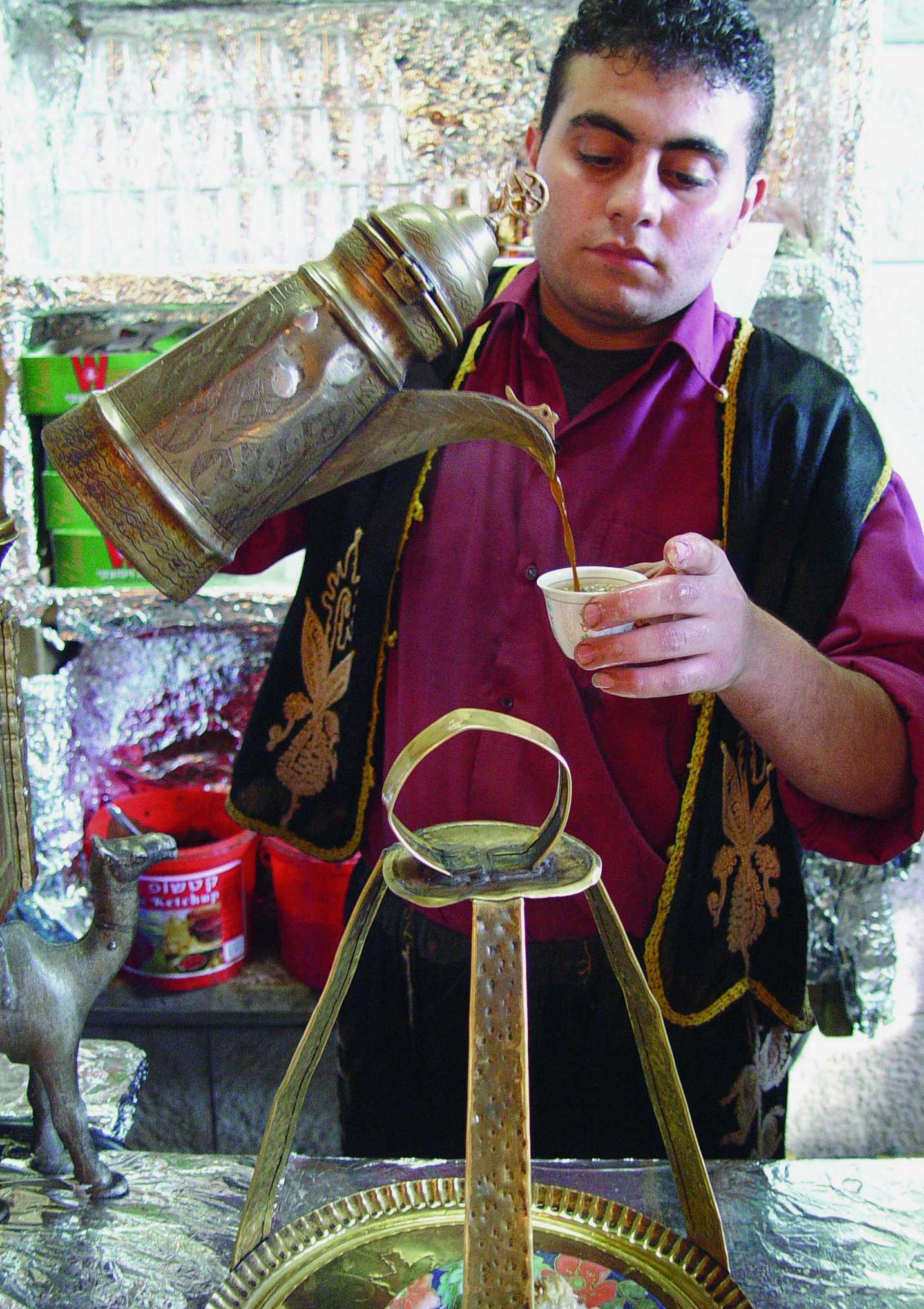
قهوة
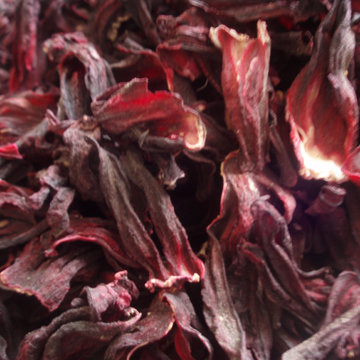
كركديه - عنآب
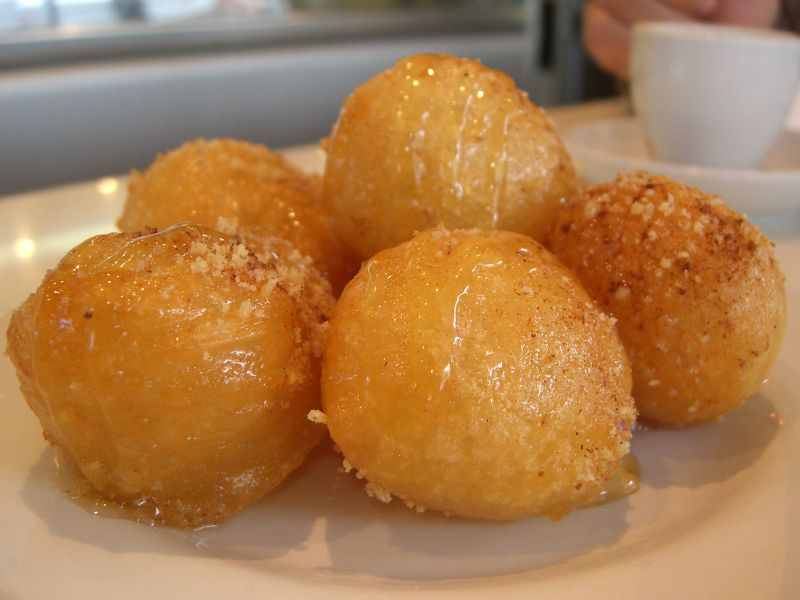
لقمة القاضي - لقيمات
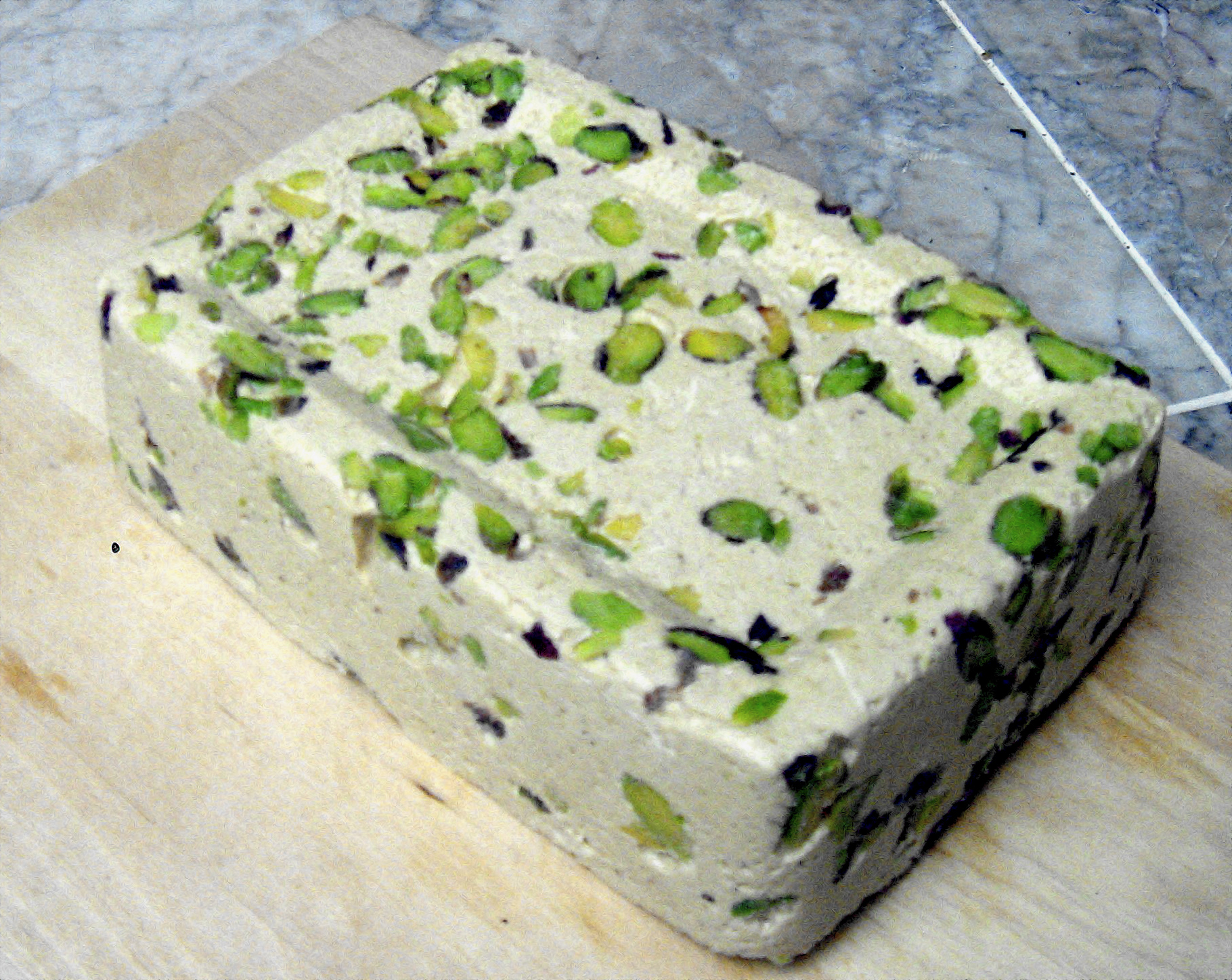
حلاوة
القطائفالقطائف
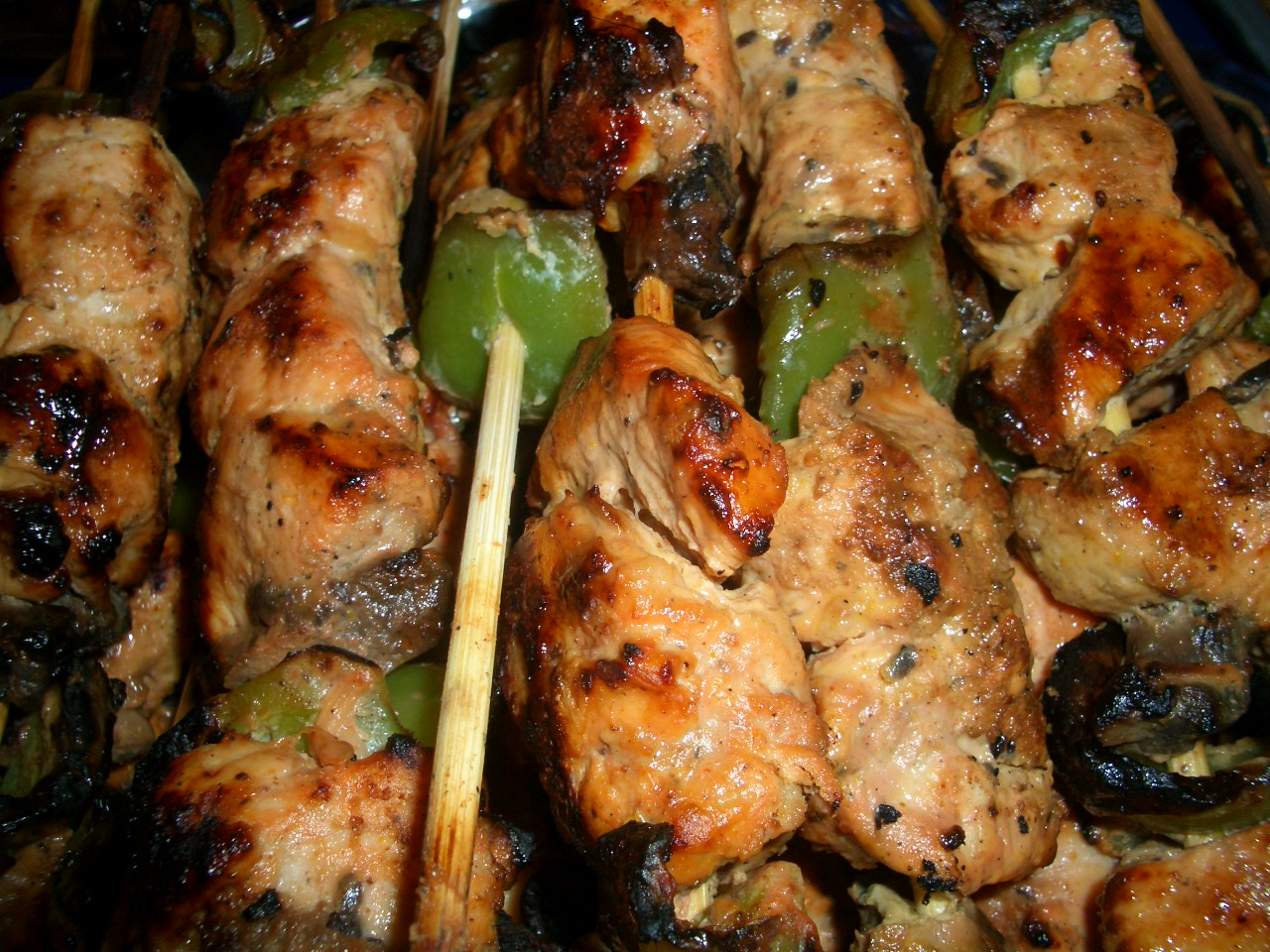
شيش طاوك
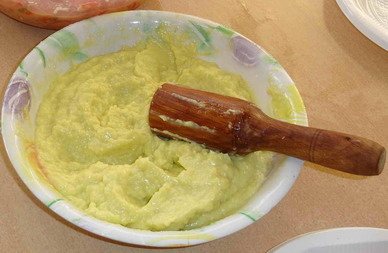
تومية
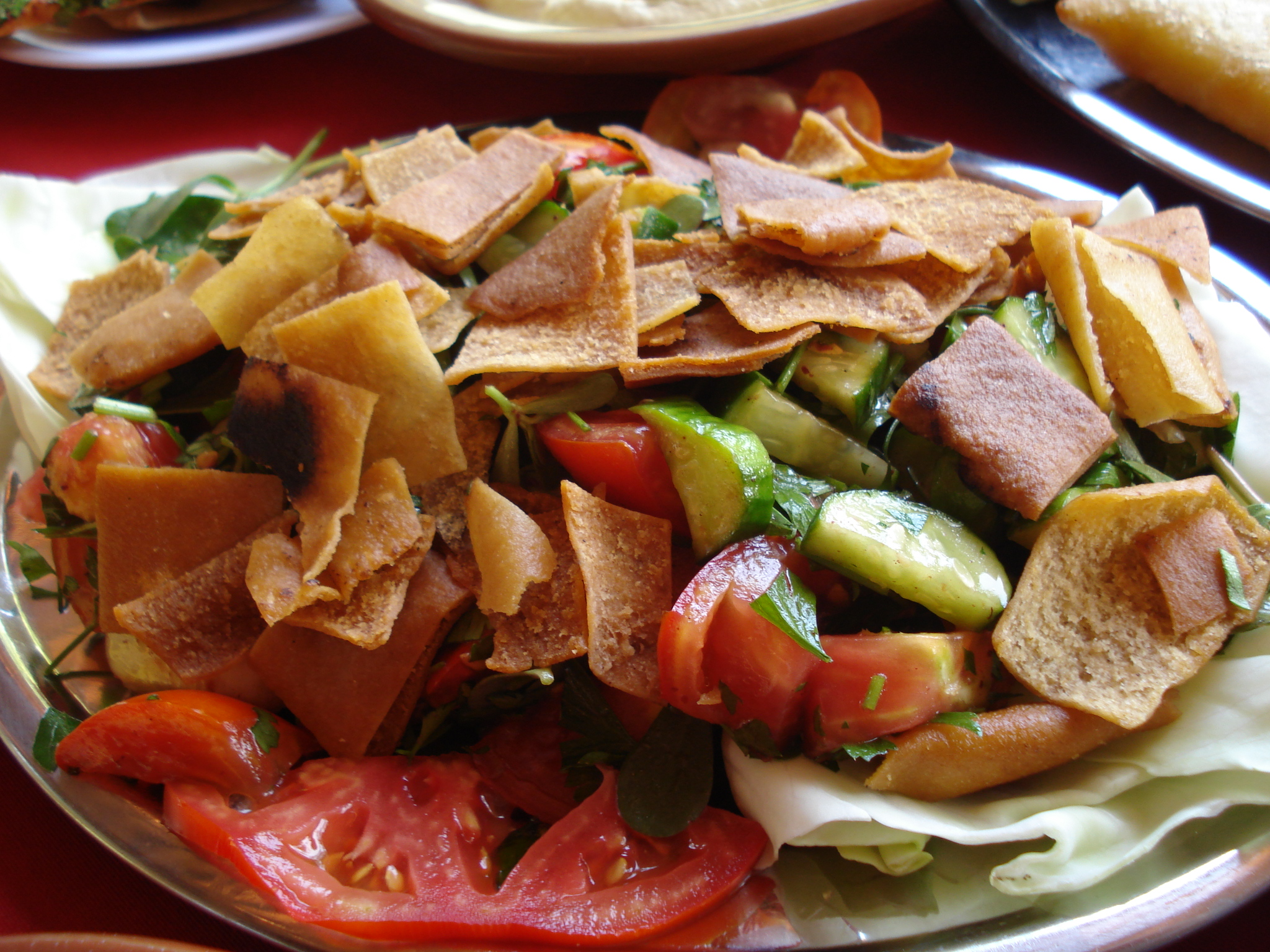
فتوش
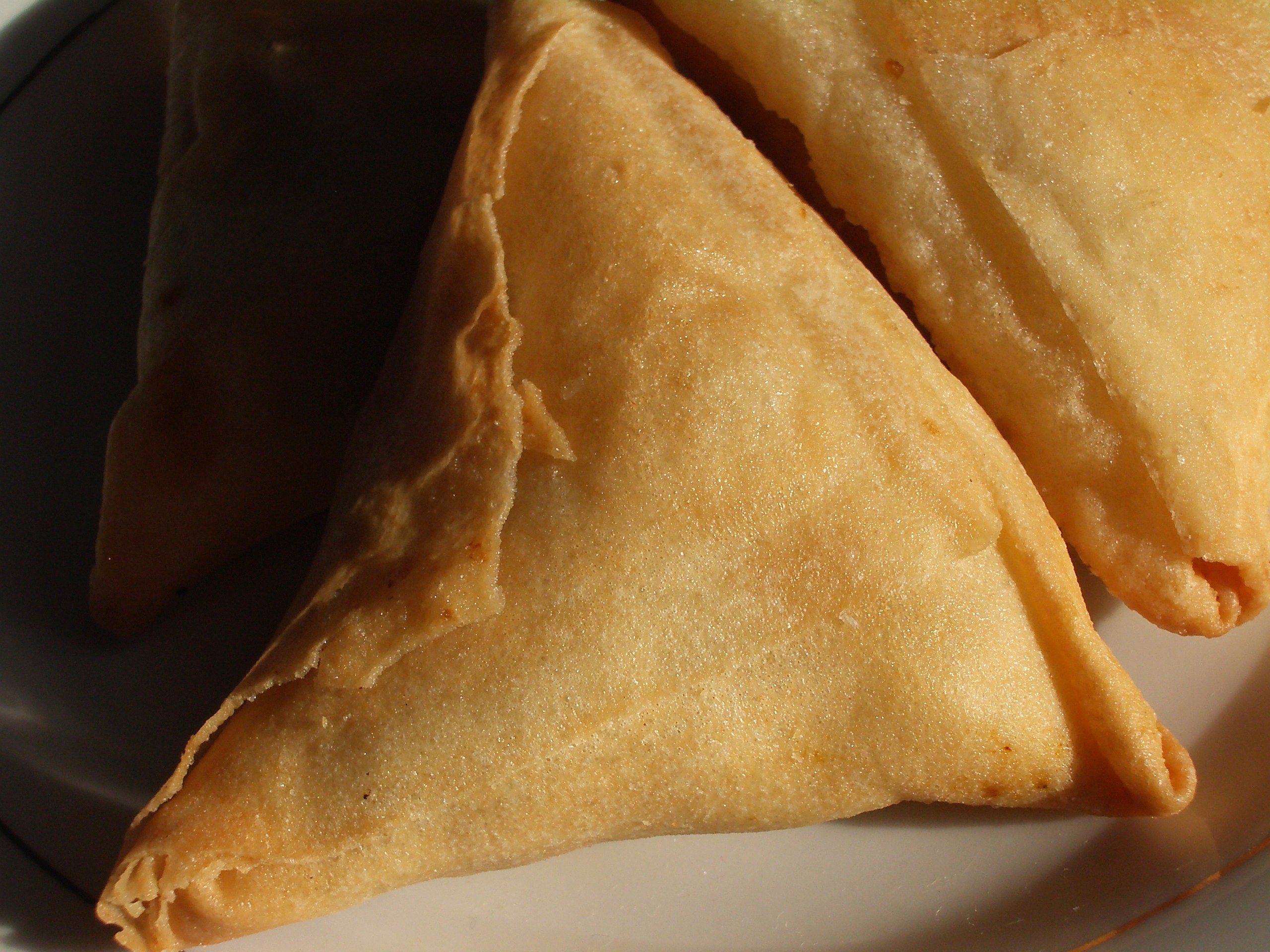
سمبوسك
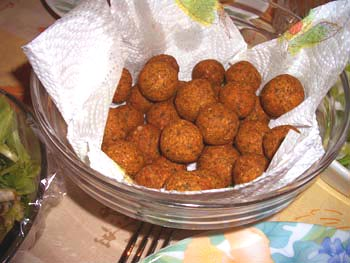
فلافل - طعمية
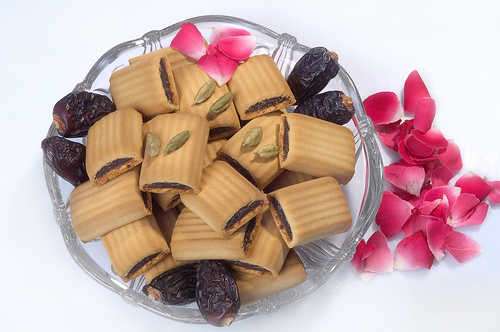
كليجا عراقية
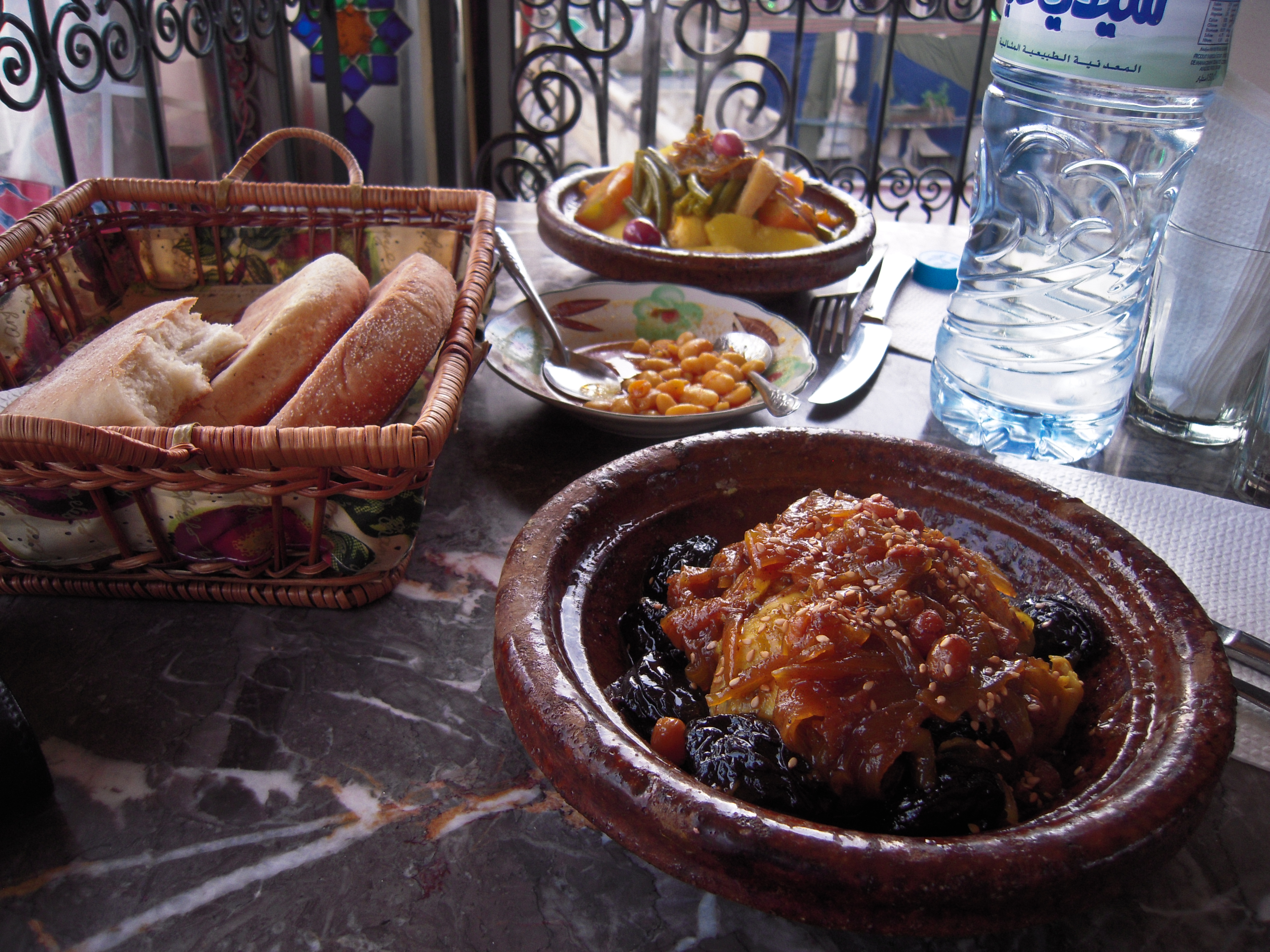
طاجن مغربي باللحم والبرقوق.
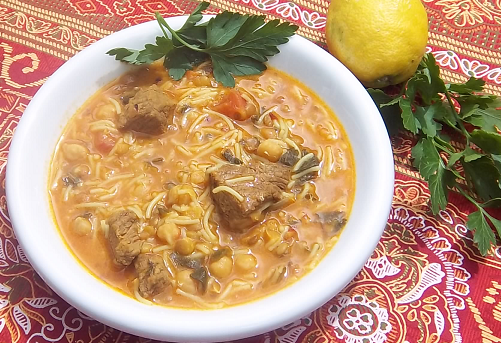
شوربة الحريرة

## وصلات خارجية
- المطبخ السوري